# Jallu Honkonen
John Jalmar "Jallu" Honkonen, född 7 maj 1883 i Saarijärvi, död 3 januari 1969 i Lunenburg, MA, USA, var en finländskamerikansk sångare, kördirigent, organist och tidningsredaktör.
Honkonen föddes i Saarijärvi och emigrerade till USA 1902, först till farbrodern i New Castle, Pennsylvania och sedan till Bessemer. Honkonen blev sedermera organist i en evangelisk-luthersk församling och 1922 blev han redaktör för tidningen New Yorkin Uutiset, vid vilken han arbetade i femton år. Samma år blev han medlem i manskören New Yorkin Laulumiehet, för vilken han även blev dirigent. I sjutton och ett halvt år var Honkanen redaktör för tidningen Raivaaja och turnerade som sångare runtom i USA. 1929 gjorde Honkanen sex skivinspelningar med New Yorkin Laulumiehet och lika många som solist. Honkonen var även framstående poet.

## Skivinspelningar

### 17 juni 1929
(som dirigent för New Yorkin Laulumiehet)
- Karjalainen marssi
- Kitkat katkat
- Kullan ylistys
- Satu
- Tii tii tikanpoika
- Uusi kulta ja vanha kulta

### 3 oktober 1929
(som solist)
- Mamman oma Matti
- Mirri sairastaa
- Satu ihmeellisestä vuoresta
- Tiu tau tilhi
- Turlita tuohitorveen
- Yksin